# Пагано дела Торе
Пагано дела Торе (на италиански: Pagano della Torre; † 6 януари 1241) от знатния род Дела Торе (или Ториани) е италиански благородник, граф на Валсасина в Ломбардия от 1216 г., подест на Бреша ̈(1227) и на Бергамо (1229, 1235). Привърженик е на гвелфите, които подкрепят папата.

## Произход
Той е син на Якопо дела Торе († 1247) и внук на Мартино дела Торе „Гиганта“. Има двама братя: Якопо и Антимано. 

## Биография
Пагано започва политическата си кариера през 1226 г., когато по време на формирането на Втората ломбардска лига е назначен за подест на Бреша (1227 г.). 
През 1229 г. е назначен за подест на Бергамо от кардинал Гофредо ди Сан Марко, който решава да го назначи да възстанови реда сред благородническите фамилии, включително тази на Колеони. Битките обаче се засилват и съюзниците на Колеони и Ривола в съюз със Суарди принуждават Пагано да избяга от града. 
Известността на Пагано дела Торе нарасна значително толкова много, че той подписва, заедно с много други милански благороднически семейства, договор за съюз със сина на императора, Хайнрих VII от Германия. 
През 1235 г. той отново става подест на Бреша и на следващата година, за да успокои сблъсъка между Хаинрих и императора, папа Григорий IX решава да задържи посланиците на градовете от лигата във Витербо и сред тях Пагано е представителят на Милано. Понеже не постигат целта, те са изгонени от Папската курия. В този момент избухва война, която е спечелена на 27 ноември 1237 г. от императорските войски в битката при Кортенуова. По време на някои от сблъсъците Пагано се притичва на помощ на миланците и събира в Понтида останките от разпръснатата армия и я възстаовява във владенията си във Валсасина. По този повод той лекува ранените и ги отвежда обратно в Милано, като по този начин получава такава благодарност от града, че през 1240 г. е назначен за старейшина на градската управа – Креденца на Св. Амвросий. През този период Пагано увеличава подготовката на поземления регистър, в който трябва да бъдат включени всички собственици на земя, миряни и духовници. По този начин той успява да намали данъците, облекчавайки напрежението в града. Той също така е много опитен във външната политика, тъй като успява да сключи съюзи с републиките Генуа и Венеция. 
Умира на 6 януари 1241 г. и цялото миланско население придружава тялото му до гробището на Абатство Киаравале, където са погребани и родителите му и където по-късно почиват и други членове на семейството му. Гробът е обикновен и е покрит с малък камък. Гробището по-късно е опустошено, а надгробните плочи са счупени и разпръснати след закриването на манастира от Наполеон през 1798 г. Надгробният камък е монтиран отново на стената на бившото гробище от граф Таксис, потомък на Дела Торе, в началото на 20 век. 

## Брак и потомство
Жени се за неизвестна нам жена, от която има 10 сина:
- Ермано дела Торе
- Наполеоне 'Напо' дела Торе († 1278), вероятно ∞ за Маргарита Дел Балцо (Маргьорит дьо Бо), от която има трима сина и две дъщери, сред които Корадо 'Моска' дела Торе
- Франческо дела Торе (* 1210/1220, † 21 януари 1277, убит в битката при Дезио), има един син
- Канева дела Торе
- Раймондо дела Торе († 1299), епископ на Комо (1262 – 1273) и патриарх на Аквилея (1273 – 1299)
- Паганино дела Торе († 1266 Верчели, убит)
- Авоне дела Торе
- Мартино дела Торе
- Филипо дела Торе
- Раймондо дела Торе († 23 февруари 1299), епископ на Комо (1262 – 1273) и патриарх на Аквилея (1273 – 1299).